# Heinrich-Carl Hedrich
Heinrich-Carl Hedrich (* 1. November 1816 in Gispersleben bei Erfurt; † 8. März 1900 in Gries bei Bozen) war ein deutscher Mühlen- und Maschinenbaumeister sowie Unternehmer, er besaß Mühlen und Fabriken in Glauchau, Ottensen-Neumühlen und Budapest.

## Leben
1816 als Sohn des Mühlenbesitzers Heinrich August Hedrich geboren, erwarb Heinrich Carl Hedrich 1839 die Schlossmühle in Glauchau von der gräflichen Herrschaft und siedelte 1840 dorthin über. Bereits im Winter 1840/1841 wurde das Stauwehr in der Zwickauer Mulde – wie schön öfter vorher – durch Eisgang zerstört, sodass Hedrich und alle anderen Anlieger des Mühlgrabens mangels Wasser ihre Mühlen nicht betreiben konnten. Hedrich erkannte, dass das bisherige Wehr schlecht gegründet war und auch generell ein einzelnes Wehr den Wassermassen der Mulde mit Eisgang nicht standhalten konnte. Nach seiner Konzeption errichtete man nun vier Wehre mit einem geringeren Gefälle sowie einer geringeren Höhe, deren Fundamente bis auf das Rotliegende, eine für diese Region typische Gesteinsschicht, hinab reichten. Diese Wehre existieren bis heute und werden Hedrichwehre genannt. 
Heinrich Carl Hedrich war von 1851 bis 1858 unbesoldeter Stadtrat und Vorsitzender des städtischen Bauwesens in Glauchau. In dieser Zeit entwickelte er Pläne für die erste moderne Wasserleitung in Glauchau. Sie gilt als eine der ersten in Deutschland und war Vorbild für die Wasserleitungen in Städten wie Leipzig und Dresden.
1888 ließ Hedrich ein Kraftwerk im Wehrgarten errichten, das den ersten elektrischen Strom in Glauchau erzeugte. Damit konnte neben seinem Eigenbedarf für die Zahnradproduktion des Unternehmens C. Hedrich auch der Bedarf für das neu errichtete Kino am Plan (später ELG Holz) und für die ersten Wohnungen gedeckt werden. Das erste städtische Kraftwerk entstand erst acht Jahre später (1896) im neuen Glauchauer Schlachthof.

## Familie
Heinrich Carl Hedrich war verheiratet mit Agnes Florentine geb. Käferstein (1826–1900), Tochter von Gustav Franz Käferstein aus Penig. Das Ehepaar hatte vier Töchter und zwei Söhne. Der ältere Sohn Hugo Hedrich übernahm die Leitung der Mühle in Budapest (Königsmühle Hedrich & Strauss, nach 1889 in Hamburg), der jüngere Eugen Hedrich die Hedrichsmühle in (Hamburg-) Ottensen-Neumühlen (später C. Hedrich AG, Dampfmühlenwerke und Nahrungsmittelfabrik). Die Tochter Alma Agnes Constance (1848–1935) heiratete den norwegischen Zivilingenieur Halvor Emil Heyerdahl (1840–1917), einen Großonkel des Ethnografen und Forschungsreisenden Thor Heyerdahl.
Hedrich verstarb auf einer Erholungsreise in Gries bei Bozen am 8. März 1900. Beigesetzt wurden er und seine Ehefrau im Mausoleum auf dem Glauchauer Friedhof.

## Auszeichnungen und Ehrungen
Zu Ehren der gräflichen Herrschaft stiftete Carl Hedrich 1884 die Kaskadensäule auf der Insel im Gründelteich, die nach gründlicher Restaurierung anlässlich der Wiedereinweihung am 4. Oktober 2008 auch der Erinnerung an Heinrich Carl Hedrich gewidmet wurde.
Ihm zu Ehren errichteten seine Kinder 1902 ein Denkmal mit seiner Porträtbüste im Wehrgarten, das 2008 durch seinen Ur-Ur-Enkel auf der Gründelteichinsel neben der Kaskadensäule wiedererrichtet wurde.